# Прянишников, Виктор Алексеевич
Виктор Алексеевич Прянишников (1931 — 2001) — советский и российский учёный, кандидат технических наук, профессор.

## Биография
В годы Великой Отечественной войны находился в блокадном Ленинграде. С ранних лет интересовался радиотехникой и радиолюбительством, что и определило последующую специализацию. В 1947, после окончания 7 класса, начал работать в одном из радиоузлов на территории Курортного района города. Затем работал по совместительству в НИИ-33, учась в школе рабочей молодёжи, закончил курсы настройщиков радиоаппаратуры и продолжал работу уже в должности старшего техника одной из лабораторий.
В 1951 поступил на учёбу в ЛИТМО, после окончания которого, с 1957 по 2001 прошёл путь от инженера научно-исследовательской части до профессора. После окончания аспирантуры 30 июня 1964 защитил кандидатскую диссертацию, и в 1967 утверждён в звании доцента. 30 марта 1993 учёным советом университета избран на должность профессора по кафедре электротехники. Создал в институте учебную лабораторию «Электрических цепей», в которой впервые был осуществлён фронтальный метод выполнения работ на полностью унифицированных рабочих стендах. Им подготовлены 16 аспирантов, успешно защитивших кандидатские диссертации. Являлся председателем Совета ветеранов блокадного Ленинграда университета.

## Публикации
Опубликовал 120 печатных трудов, из которых 24 авторских свидетельств, подготовлено и издано двенадцать монографий, участвовал во многих всесоюзных и международных конференциях. Публиковал монографии не только учебного характера, но и практические пособия по устройству, обслуживанию и ремонту телевизоров и видеомагнитофонов.
- Прянишников В. А., Петров Е. А., Осипов Ю. М. Электротехника и ТОЭ в примерах и задачах: Практическое пособие. 2007.
- Прянишников В. А. Теоретические основы электротехники: Курс лекций. 2004[1].
- Прянишников В. А. Электроника. Полный курс лекций. 2003[2].
- Прянишников В. А. Теоретические основы электротехники. 2000[3].
- Прянишников В. А. Электроника: Курс лекций. 1998.